# Файнштейн, Иоанн Савельевич
Иоа́нн Саве́льевич Файнште́йн (псевдоним — Иоа́нн Саве́льевич Но́вич; 4 сентября 1906, Гомель — 1984, Москва) — российский литературный критик, литературовед.
Сын Зайвеля Лейбовича Файнштейна. Окончил Московский государственный педагогический институт им. В.И. Ленина (1933). Доктор филологических наук. Участник Великой Отечественной войны.
В 1920-е гг. был активным литературным критиком РАППа. Награждён орденом «Знак Почета», медалями. Член Союза писателей СССР (1934). Профессор

## Произведения

### Критика
- Певцы классового мира: («Перевал» сегодня). М., 1930 (Массовая крит. библиотека)
- В боях за пролетарскую литературу. М., 1931[3]
- В поисках радости. М., 1934 (Массовая критическая библиотека)
- Александр Иванович Герцен: Критико-биографический очерк. М., 1937
- Духовная драма Герцена. М., 1937
- Жизнь Чернышевского. М., 1939
- М. Горький в эпоху первой русской революции. М., 1955
- Художественное завещание Горького: Жизнь Клима Самгина. М., 1965
- Молодой Герцен: Искания, идеи, образы, личность. М., Советский писатель,1980. — 408 с.